# Duque da Terceira (corveta)
A Duque da Terceira foi uma corveta mista da Marinha Portuguesa.

## História
Foi construída no Arsenal da Marinha em Lisboa e foi lançada à água a 8 de abril de 1864.
A 16 de maio de 1911 foi vendida como inútil.